# Mercado del Progreso

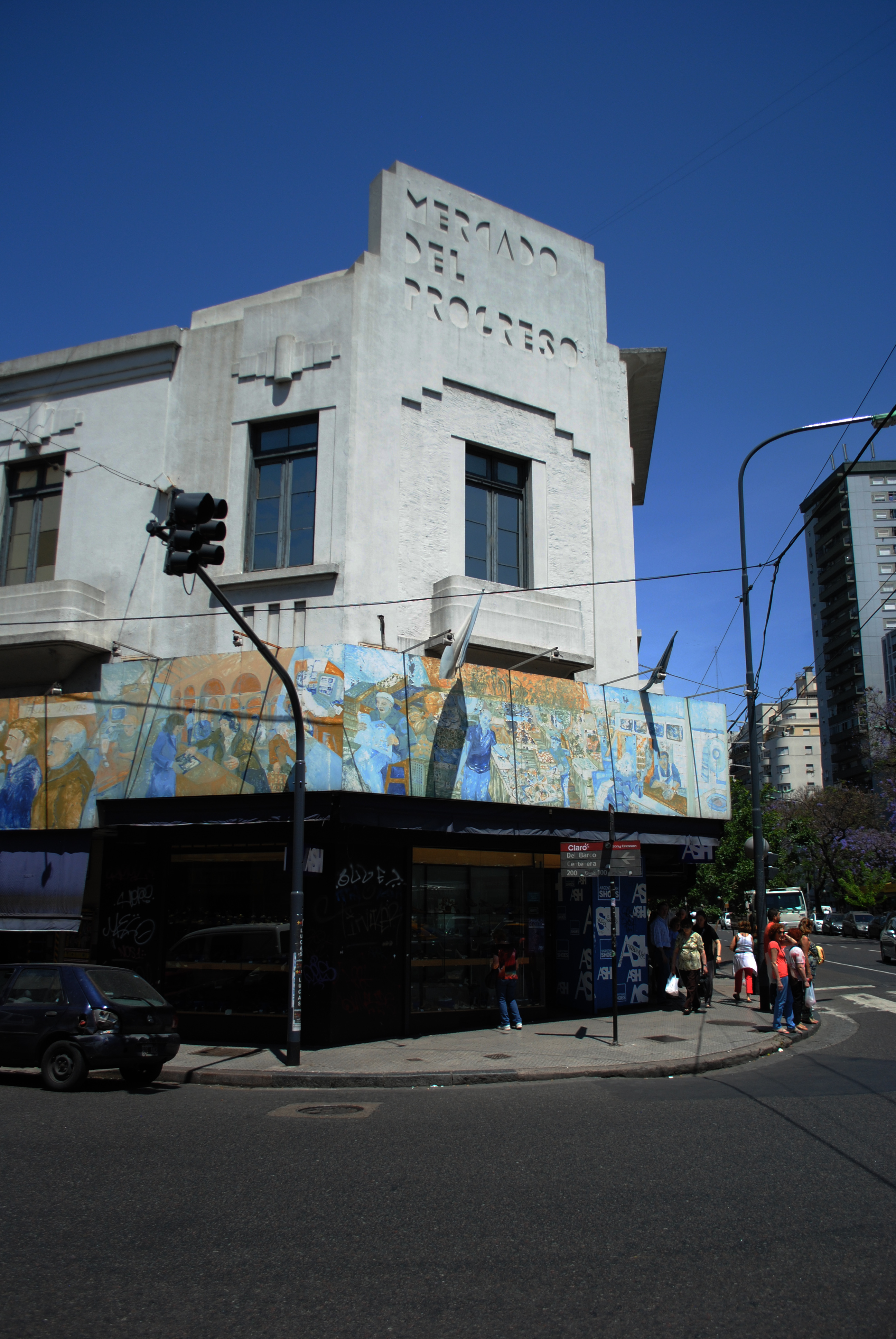
Fachada del mercado.

El Mercado del Progreso es un histórico mercado gastronómico ubicado en corazón del barrio porteño de Caballito, Buenos Aires - Argentina. Es uno de los pocos mercados sobrevivientes de Buenos Aires que mantienen la función desde sus orígenes hace más de cien años.
Está situado en la intersección de la Avenida Rivadavia y Del Barco Centenera, enfrente a la Plazoleta de Primera Junta y la Estación Primera Junta de subterráneo, y a una cuadra de la Estación Caballito de la Línea Sarmiento.

## Historia
El Mercado del Progreso fue inaugurado el 9 de noviembre de 1889, construido por la Sociedad de Progreso de Caballito por iniciativa del entonces presidente Miguel Juárez Celman. Se situaba en ese entonces en la esquina de las calles Rivadavia y la calle Silva (actualmente Del Barco Centenera).
El estilo arquitectónico es de neto corte funcional, con una gran cubierta metálica al estilo de los mercados de París, lo que permitía grandes espacios libres. La entrada al mismo se podía hacer en carros tanto por la calle Rivadavia, por Silva, o por el pasaje Coronda. Los espacios descubiertos se cubrían con toldos. 
Originalmente constaba de dos niveles, siendo la planta baja de locales comerciales externos, un pabellón central con cuatro naves y dos galerías laterales, y 1200 m² de viviendas en la planta alta. A pesar de no contar con grandes proporciones (sólo 70 varas de lado) contaba con amplitud para el servicio y excelentes comodidades. Las condiciones de limpieza y de ventilación gracias a su cuidada orientación eran novedosas para la época. En total había 53 puestos. En el pabellón central de 6,50 m del altura se vendían exclusivamente las carnes por ser el área de mejor ventilación por la falta de paredes, al igual que en la actualidad Una de las galerías laterales se proveyó de anchas tablas de mármol y fuentes con circulación de agua constante para la venta del pescado fresco. En las restantes galerías se vendían las hortalizas y frutas, y al frente había amplios almacenes. La provisión de agua se realizó por medio de dos fuentes ubicadas en el centro del pabellón, bajo el centro de la cúpula, que abastecía asimismo a los departamentos.
Con la transformación del barrio el mercado se transformó en un espacio de gran movimiento para los vecinos así como para los vecinos de Almagro y Flores. Muy pronto se ocuparon cientos de puestos al aire libre y cubiertos por toldos, en su mayoría pertenecientes a trabajadores inmigrantes.
El mercado fue abierto y reabierto en varias oportunidades. Una de las reaperturas fue por reformas en 1894. El 13 de enero de ese año, don Santiago Cangallo quien era el propietario, comunicó que el día viernes ofrecería carne a las familias indigentes, acto que quedó en el recuerdo de los vecinos.
Con el tiempo se van introduciendo reformas, en los años '20 se incorpora el Pasaje Coronda como calle interna de servicio, donde se instalan las cámaras frigoríficas. Entre 1929 y 1930 se reforma la fachada con ornamentación a la moda de la época aunque combinando con los elementos clasicistas del frente sobre Centenera. Se incorpora en el frente un reloj y el nombre del mercado en estilo Art decó.
El mercado pasa de la primigenia sociedad anónima a manos de un único dueño, luego en los años 50 y 60 hubo inquilinos, hasta que en 1957 sufre una crisis, que resulta en un acuerdo entre la familia propietaria y los puesteros arrendatarios, mediante el cual forman una sociedad anónima y compran el predio, para hacerse cargo de su explotación comercial hasta nuestros días.

## El mercado en la actualidad
Actualmente el edificio mantiene mayormente su fisonomía histórica ya que las modificaciones arquitectónicas introducidas por los distintos propietarios no alteraron sustancialmente la estructura original del mercado. Cuenta con 17 negocios a la calle y 174 puestos interiores distribuidos en 3600 m², que triplica la superficie de hace 114 años.
El mercado es uno de los grandes referentes de la ciudad en el área gastronómica. Muchos habitantes tanto como chefs visitan el mercado semanalmente para abastecerse de una amplia variedad de productos de selecta calidad. La atención es personalizada, debido a que a mayoría de los puestos que allí se encuentran son atendidos por sus propios dueños, muchos de ellos fueron pasando de generación en generación, siendo 60 de ellos nietos y bisnietos de los pioneros.
Los productos que se pueden conseguir en el Mercado son frutas, verduras y hortalizas nacionales o importadas, todo tipo de carnes frescas y frutos de mar, elaborados en formas modernas o tradicionales, como ser matambres, carnes rellenas, brochettes, destacándose el "bollito misto", una versión libre del puchero argentino y el codeguín, un embutido del norte de Italia, que se come habitualmente con polenta.
El mercado fue declarado sitio de interés cultural en 2001 por el Gobierno de la Ciudad.

## Ubicación y horarios
Dirección: Entrada principal: Avenida Rivadavia 5408 / 30. Entrada lateral: Del Barco Centenera 141.
Horario de Atención: Lunes a viernes de 8 a 13 y de 17 a 20.
Sabados de 8 a 14 y de 17 a 20.